# Rubellius Plautus
Sergius (?) Rubellius Plautus (* nach 33; † 62) aus der Familie der Rubellier war ein römischer Adliger und Konkurrent Neros. Durch seine Mutter Iulia Livia, eine Nichte des Kaisers Claudius, war er eng mit dem Kaiserhaus verwandt. Sein Vater war der Senator Gaius Rubellius Blandus.
Sein Vater starb bereits 38, seine Mutter wurde 43 auf Messalinas Betreiben ermordet. Das Pränomen des Rubellius Plautus ist nicht überliefert; es könnte Sergius gelautet haben, wie eine Inschrift einer Wasserleitung aus Rom zeigt.
Als Iunia Silana, die Witwe des Gaius Silius, im Jahr 55 von der Kaisermutter Agrippina an der Eheschließung mit Titus Sextius Africanus gehindert wurde, veranlasste sie aus Rache zwei ihrer Klienten, das Gerücht auszustreuen, Agrippina wolle Rubellius Plautus heiraten und ihn, der ebenso eng mit Augustus verwandt war wie Nero selbst, zum Kaiser machen. Agrippina verteidigte sich mit Berufung auf ihre Mutterliebe, die es nie zulassen würde, einen anderen als den eigenen, mühsam dazu aufgebauten Sohn auf dem Thron zu sehen. Iunia Silana wurde verbannt. Nero verfolgte die Sache nicht weiter.
Im Jahr 60, nach Agrippinas Ermordung, erschien ein Komet am Himmel, der in der Bevölkerung Spekulationen lautwerden ließ, ein Wechsel auf dem Kaiserthron stehe unmittelbar bevor. Weitere Vorzeichen überzeugten die Bevölkerung und auch den Kaiser selbst, dass Rubellius Plautus der von den Göttern Auserwählte sei. Nero schrieb ihm einen höflichen Brief, in dem er ihn bat, sich um der Ruhe in Rom willen nach Asia zurückzuziehen. Plautus kam diesem Befehl nach und zog mit seiner Frau Antistia Politta, der Tochter des Lucius Antistius Vetus, ins Exil, wo sie, wie zuvor in Rom, glücklich und zurückgezogen entsprechend den alten römischen Tugenden lebten.
Nach Senecas Rückzug im Jahr 62 steigerte sich Neros Furcht vor möglichen Konkurrenten. Er erinnerte sich an seine ins Exil geschickten Verwandten Plautus und Faustus Cornelius Sulla Felix, die in seinen Augen nur darauf wartete, die in den Provinzen stationierten Armeen gegen ihn zu verwenden. Besonders Plautus’ Reichtum, sein den altrömischen Tugenden verhafteter Lebensstil und seine stoische Philosophie machten ihn verdächtig. Während Sulla binnen Tagen in Massilia ermordet wurde, hatte Neros Absicht sich bereits bis nach Kleinasien herumgesprochen. Sogar Gnaeus Domitius Corbulo, der Statthalter der Provinz Asia, sollte sich Gerüchten im Volk zufolge mit Plautus verschworen und Neros Abgesandte erschlagen haben. Plautus selbst folgte jedoch nicht einmal dem Ratschlag seines Schwiegervaters, sich mit Waffengewalt zur Wehr zu setzen, sondern erwartete ruhig den Tod. In Rom verspottete Nero das abgeschlagene Haupt des Plautus. Er erklärte, im Interesse des Reichs gehandelt zu haben, und ließ Plautus und Sulla postum aus dem Senat ausstoßen. Seine Güter überließ Nero Octavia, von der er sich zur selben Zeit scheiden ließ.
Antistia trauerte jahrelang in der Öffentlichkeit um ihren Mann und versuchte, zu Nero vorzudringen, um ihm das erlittene Unrecht vorzutragen. Als sie erfuhr, dass auch ihr und ihrem Vater die Verurteilung drohte, entließen sie ihre Sklaven und nahmen sich zusammen mit Vetus’ Schwiegermutter Sextia im Jahr 66 das Leben. Als Nero von ihrem Tod erfuhr, fügte er seinem Todesurteil die Erlaubnis hinzu, ohne seine Mitwirkung sterben zu dürfen. Auch andere Freunde des Plautus wurden hingerichtet, weil sie Nero an den ermordeten Verwandten erinnerten. Was aus Plautus’ und Antistias Kindern wurde, ist nicht bekannt.